# Ehrwürdiger Diener Gottes
Ehrwürdiger Diener Gottes (lat. venerabilis Dei servus) bzw. ehrwürdige Dienerin Gottes (venerabilis Dei serva) ist ein Ehrentitel der römisch-katholischen Kirche. Er wird verstorbenen Gläubigen zuerkannt, für die in einem kirchenrechtlich geordneten Verfahren der sogenannte heroische Tugendgrad oder die Echtheit des Martyriums festgestellt wurde. Die Verleihung ist ein Verfahrensschritt im Seligsprechungsprozess und erfolgt allein auf der Grundlage der Überprüfung des Lebenswandels einer Person durch das Dikasterium für die Selig- und Heiligsprechungsprozesse, ohne Prüfung und Berücksichtigung etwaiger Wunder. Die Zuerkennung wird im Beisein des Papstes verkündet.

## Verehrung
Ein ehrwürdiger Diener Gottes (kurz auch Ehrwürdiger oder Verehrungswürdiger) wird nicht durch Nennung in den Orationen der Heiligen Messe verehrt, verfügt aber bereits über die sogenannte „Ehre der Altäre“, darf also in Gebeten und Gottesdiensten der Kirche genannt und von den Gläubigen öffentlich um Fürbitte angerufen werden. Seine Verehrung und die Nachahmung seines Lebenswandels werden demnach von der Kirche offiziell gutgeheißen und empfohlen. Auf dieser Stufe ist eine Seligsprechung jederzeit möglich, wenn die noch fehlenden oder unsicheren Voraussetzungen zuverlässig bestätigt wurden – in der Regel ein Wunder, das einer Anrufung des ehrwürdigen Dieners zugeschrieben wird. Märtyrer können vom Papst auch ohne Nachweis eines Wunders seliggesprochen werden.

## Geschichte
Bis 1913 wurde der Titel ehrwürdiger Diener Gottes bereits bei der Einleitung des Kanonisationsverfahrens durch das römische Dikasterium verliehen, nachdem das damals umfangreichere Vorverfahren auf Bistumsebene abgeschlossen war. Voraussetzung war allein der anhaltende Ruf der Heiligkeit, den der oder die Betreffende bei einem beträchtlichen Teil des Gottesvolkes genoss. Papst Pius X. änderte diese Praxis und führte die bis heute geltende Regelung ein, wonach der Verehrungstitel erst mit der abschließenden Feststellung des Tugendgrades bzw. Martyriums durch ein Dekret der römischen Behörde verliehen werden kann. Vor 1913 ernannte Ehrwürdige, die noch nicht zu Seligen oder Heiligen hochgestuft wurden, behalten die Altarehre weiterhin.

## „Diener Gottes“
Keine Altarehre genießen Heiligsprechungskandidaten vor diesem Verfahrensschritt. Sobald im Heimatbistum nach Prüfung des Seligsprechungsantrags durch den Bischof und mit Zustimmung der örtlichen Bischofskonferenz und des Vatikans erfolgreich eine Untersuchung eingeleitet und damit der Seligsprechungsprozess begonnen wurde, wird den Kandidaten im Sprachgebrauch des Verfahrens allerdings die Bezeichnung „Diener Gottes“ bzw. „Dienerin Gottes“ (Dei servus bzw. Dei serva, jedoch ohne „venerabilis“ bzw. „ehrwürdig“) zuteil. Voraussetzung ist die vom Bischof bestätigte Feststellung, dass der oder die Verstorbene von Anfang an anhaltend im Ruf der Heiligkeit (fama sanctitatis) stand und einer Fortsetzung des Verfahrens auf Bistums- und anschließend auf weltkirchlicher Ebene nichts entgegensteht. Auf dieser Stufe darf noch kein öffentlicher Verehrungskult für die betreffende Person geübt werden, die Gläubigen dürfen sie jedoch privat um Fürsprache bei Gott anrufen.
Anders als „ehrwürdige(r) Diener(in) Gottes“ ist der Ausdruck „Diener(in) Gottes“ kein kanonischer Titel, sondern eine rein verfahrenstechnische Bezeichnung. Grundsätzlich kann im allgemeinen kirchlichen Sprachgebrauch jeder Gläubige, der auf gutem Wege der Nachfolge Christi ist, auch bereits vor seinem Tod als Diener Gottes bezeichnet werden.